# 正常圧水頭症
正常圧水頭症（せいじょうあつすいとうしょう, normal-pressure hydrocephalus; NPH）は、明らかな脳圧亢進症状の見られない、水頭症の一種である。

## 概要
水頭症とは、何らかの原因によって脳脊髄液が頭蓋内に蓄積し、脳を内部から圧迫する症例であるために症状が発見しやすい。
しかしそれが慢性的に進行したりすると、発現する症状も緩やかであり、脳圧の異常もみられないために発見が困難なケースがあり、それを正常圧水頭症と呼ぶ。発症する臨床像が認知症と似ているため、同居の家族などからも疾病であると疑われにくく発見が遅れるケースも多い。また、治療によって改善が可能であり、処置後に認知症が発現しなくなることもあることから「治る認知症」と呼ばれることがあるが、誤解を招くため注意が必要である。

## 歴史
1965年にコロンビアの脳神経外科医サロモン・ハキムとレイモンド・アダムスによって、脳室拡大を認めるが髄液圧は正常範囲内で、髄液シャント手術にて症状の改善を認めた症例として報告された。

## 分類

### 特発性
- idiopathic NPH：iNPH

原因不明で、脳脊髄液の循環不全が起こり、本症を発症するもの。

### 続発性
特定できる原因によって脳脊髄液の循環不全が起こり、本症を発症するもの。くも膜下出血、頭部外傷、髄膜炎などが主な原因である。

## 疫学
好発年齢は60歳以降。発症頻度に明らかな男女の差は認められていない。特発性の正常圧水頭症は、認知症と診断された患者の約5％を占める。
特発性の本症について、動脈硬化危険因子のうち高血圧・糖尿病のみが危険因子となる。特に高血圧については、高血圧の程度と本症の症状の重さ（特に歩行障害）の間に正の相関が見つかっている。
歩行障害について、足先を外側に開き、歩幅が極端に小さくなる特徴を発現しやすい。

## 臨床像

### 病態
脳脊髄液は、脈絡叢で産生され、各脳室を通り脊髄腔に流れ、吸収される。この脳脊髄液の生成・循環・吸収のバランスが崩れ、急激な脳圧亢進症状を来たすことなく慢性的に軽度の脳圧亢進状態が持続すると、脳の機能が次第に障害される。

### 症状
三大症状として認知症、歩行障害、尿失禁を始めとした多様な神経症状が出現する。高齢者が発症すると単純な認知症との区別がつきにくく、脳圧も正常に近いため発見が困難。脳圧の平均値から僅かに高かったとしても、患者本人の正常な脳圧を把握してあることがほとんど無いことから判断しにくい。
特発性の本症では、軽いくも膜炎によってくも膜が癒着や線維化し、脳脊髄液の循環不全を起こすと考えられている。また、微小な脳梗塞病巣により、脳室周囲組織の弾力性が低下し、脳室が拡大するとの機序も考えられている。

## 診断
頭部CT検査などの脳画像検査で側脳室の拡大または前頭葉の脳溝の狭小化がみられるため、水頭症と診断される。その時、実際には微妙に脳圧は亢進しているが、検査では脳圧亢進とは診断されないため、正常圧の水頭症と呼ばれる。
三徴（痴呆・歩行障害・尿失禁）や性格変化などの症状も参考にされるが、これらはアルツハイマー型認知症やパーキンソン病などと誤診される場合もある症状なので注意が必要。

また、脳脊髄液は脊椎を通して腰椎までつながっているため、実際に髄液を腰からいくらか排出して経過を見る髄液タップテストも行われる。テスト後に症状が改善するのであれば正常圧水頭症である可能性がかなり高まるため、手術の実施判断の一つとされる。患者の年齢や状態、水頭症の進行具合によっては定期的なパッチテストだけで髄液を排出していく方法もある。
脳内の疾患などで開頭手術を行う際は術前に精密検査を実施することがほとんどであるため、術前後の脳圧やCTの変化を捉えやすくなる。

### 髄液タップテスト
脳脊髄液は脳室から脊柱管を通じて頸椎、胸椎、腰椎まで通じている。そのうちのどこかに穿刺すれば髄液を排出することができるが、一般的に実施されるのは腰椎穿刺である。他の部位と比較して穿刺しやすい、リスクが低いなどのメリットがある。局所麻酔によって１時間弱で実施できる処置でもあることから患者負担も小さく抑えられる。
腰椎穿刺についての詳細は脳脊髄液の項に記載があるが、成人の平均的な髄液総量が150ml程度であるため、タップテストで採取するのは10～50ml程度とされる。
ただし、この症例の場合はもともと「正常圧」であるため、髄液排出を実施すると正常よりも脳圧が下がり、脳内出血などを引き起こす可能性がある。

## 治療
脳脊髄液を頭蓋から排出する必要があるため、投薬によって脳脊髄液をコントロールする方法もあるが、外科的に脳内にチューブを差し込んで重力で落下させる方式がある。髄液はいわゆる汗のような体液であることから、体内の別の部位に排出すれば自然と吸収されることを利用する。脳室と腹腔を結ぶ「V-Pシャント」、脳室と心房を結ぶ「V-Aシャント」、腰椎と腹腔を結ぶ「L-Pシャント」などが治療法。タップテストによって症状改善が見られるかを参考にどの術式を行うか決定する場合が多い。

## 関連
- 水頭症
- 認知症
- 脳神経外科学・神経学
- 脳脊髄液
- レイモンド・アダムス